# Hannonia typica
Hannonia typica là một loài nhện biển trong họ Ascorhynchoidea (incertae sedis). Chúng được miêu tả khoa học năm 1881 bởi Hoek.